# Rafael González-Adrio
Rafael González-Adrio (Pontevedra, Galicia, 6 de noviembre de 1935 - 21 de julio de 2015) fue un baloncestista y médico traumatólogo español.

## Trayectoria
Nació en Pontevedra, se instaló en Barcelona junto con su familia cuando era ya un niño. Su trayectoria deportiva comienza en el Laietà, donde recibe las primeras lecciones de baloncesto por parte de su tío Ángel, que también fue internacional por España, pasando en 1952 al primer equipo. Luego fichará por el Español, donde solo está un año, ya que pasará a jugar al FC Barcelona, equipo donde jugará tres años hasta que ficha por el eterno rival, el Real Madrid, donde gana al año 120.000 pesetas, con todo incluido, dormir, comer y estudios. En el Madrid juega las dos primeras ligas nacionales, en el año 1957 y 1958. Su última temporada como profesional sería la 58-59, jugando en el Picadero Jockey Club. Después de retirarse ejerció de médico, siendo jefe de los servicios médicos del FC Barcelona durante 18 años. 

## Internacionalidades
Fue internacional con España en 14 ocasiones
. Participó en los siguientes eventos:
- Juegos Mediterráneos de 1955: 1 posición.